# Gmina Mędrzechów
Die Gmina Mędrzechów ist eine Landgemeinde im Powiat Dąbrowski der Woiwodschaft Kleinpolen in Polen. Ihr Sitz ist das gleichnamige Dorf mit 1000 Einwohnern (2004).

## Gliederung
Zur Landgemeinde (gmina wiejska) Mędrzechów gehören folgende sieben Dörfer mit einem Schulzenamt:
Grądy
Kupienin
Mędrzechów
Odmęt
Wola Mędrzechowska
Wójcina
Wólka Grądzka

## Verkehr
Der Bahnhof Mędrzechów und der Haltepunkt Kupienin liegen an der hier nicht mehr betriebsfähigen Bahnstrecke Tarnów–Szczucin.